# Krasnyj (fiume)
Il Krasnyj è un fiume dell'Ucraina che scorre nei Carpazi ucraini, nell'Oblast' della Transcarpazia. Lungo 13 chilometri, è un affluente di destra del Teresva, che appartiene al bacino del Tibisco. 